# Frasin
Frasin – miasto w Rumunii, w okręgu Suczawa, w Bukowinie. W 2011 roku liczyło 5702 mieszkańców.

## Przypisy

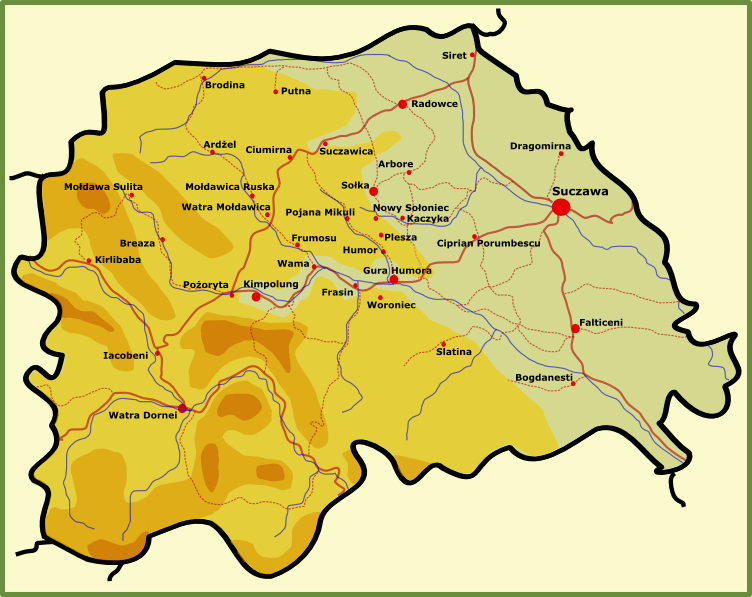
Bukowina

Dzisiejszy okręg Suczawa, z zaznaczoną Bukowiną południową